# マイケル・ヒル (野球)
マイケル・L・ヒル（Michael L. Hill, 1971年3月25日 - ）は、アメリカ合衆国オハイオ州シンシナティ出身の元プロ野球選手（一塁手）。左投左打。MLBのマイアミ・マーリンズの元ゼネラルマネージャー （GM）（2007年9月 - 2013年、2016年 - 2020年）兼野球部門社長。

## 経歴

### 現役時代
1993年のMLBドラフト31巡目（全体871位）でテキサス・レンジャーズから指名され、プロ入り。現役時代はA-級で2年間プレーし、メジャー経験は無いまま、1994年に引退した。

### 引退後
1995年からはメジャーリーグに加入する準備をしていたタンパベイ・デビルレイズのフロント入りし、5年間スカウト及び選手育成部門のアシスタントを務めた。
1999年オフにはコロラド・ロッキーズへ移籍し、選手育成部門主任（ディレクター）を2002年まで務めた。
2002年オフにはフロリダ・マーリンズへ移籍し、GM補佐などを歴任した後、2007年9月にはGMに就任した。
2013年オフには野球部門社長となったため一旦GM職を退いたが、2016年から野球部門社長の役職ながらGM職も再度兼任するようになった。
2020年10月18日に退団が発表された。